# 11 février aux Jeux olympiques de 2006
Le samedi 11 février aux Jeux olympiques d'hiver de 2006 est le premier jour de compétition.

## Programme
- 11 h 00 - 11 h 46 : Combiné Nordique : Individuel (H) ; 1re manche
- 11 h 00 - 12 h 48 : Combiné Nordique : Individuel (H) ; manche finale
- 13 h 00 - 14 h 43 : Biathlon (H) : 20 km individuel
- 13 h 05 : Hockey sur Glace (F) : Préliminaires groupe B (match 1) ;  Finlande 3-0  Allemagne
- 15 h 00 : Combiné Nordique : (H) 15 km individuel
- 15 h 00 : Ski acrobatique (F) : Bosses dames ; qualifications
  - 1er Jennifer Heil ( Canada) 26,67
  - 2e Sandra Laoura ( France) 25,45
  - 3e Sara Kjellin ( Suède) 24,85
- 15 h 30 : Patinage de vitesse (H) : 5 000 m hommes
- 15 h 35 : Hockey sur Glace (F) : Préliminaires groupe A (match 2) ;  Suède 3-1  Russie
- 16 h 00 : Luge (H) : Simple hommes ; 1re manche :
  - 1er Armin Zoeggeler, ( Italie) : 51 s 718
  - 2e Albert Demtschenko, ( Russie) : 51 s 747
  - 3e Georg Hackl, ( Allemagne) : 51 s 856
- 18 h 00 : Saut à ski : (H) individuel ; qualifications
- 18 h 00 : Ski acrobatique (F) : Bosses dames ; finale
- 18 h 05 : Hockey sur Glace (F) : Préliminaires groupe B (match 3) ;  États-Unis 6-0  Suisse
- 18 h 10 : Luge (H) : Simple hommes ; 2e manche
  - 1er Armin Zöggeler ( Italie) 51 s 414
  - 2e Tony Benshoof ( États-Unis) 51 s 458
  - 3e Jan Eichhorn ( Allemagne) 51 s 469

- 19 h 00 : Patinage artistique (M) : Programme court couples
  - 1er Tatiana Totmianina/Maxim Marinin ( Russie) 68,64
  - 2e Zhang Hao/Zhang Dan ( Chine) 64,72
  - 3e Alexei Tikhonov/Maria Petrova ( Russie) 64,27
- 20 h 35 : Hockey sur Glace (F) : Préliminaires groupe A (match 4) ;  Canada 16-0  Italie

(H) : Hommes ; (F) : Femmes ; (M) : Mixte
L'heure utilisée est l'heure de Turin : UTC+01 heure ; la même utilisée à Bruxelles, Genève et Paris.

## Finales

### Biathlon - 20 km individuel
| Place | Nation    | Athlète              | Pénalités | Résultat       |
| ----- | --------- | -------------------- | --------- | -------------- |
| 1er   | Allemagne | Michael Greis        | 1 min     | 54 min 23 s 0  |
| 2e    | Norvège   | Ole Einar Bjørndalen | 2 min     | + 16 s 0       |
| 3e    | Norvège   | Halvard Hanevold     | 1 min     | + 1 min 08 s 9 |
| 4e    | Russie    | Sergei Tchepikov     | 1 min     | + 1 min 09 s 7 |
| 5e    | Slovaquie | Marek Matiasko       | 1 min     | + 1 min 25 s 6 |
| 6e    | France    | Julien Robert        | 0 min     | + 1 min 36 s 4 |
| 7e    | Italie    | Christian de Lorenzi | 1 min     | + 1 min 41 s 0 |
| 8e    | Russie    | Ivan Tcherezov       | 2 min     | + 1 min 42 s 7 |

### Combiné nordique - (15 km individuel H)
| Place | Nation     | Athlète           | Temps          |
| ----- | ---------- | ----------------- | -------------- |
| 1er   | Allemagne  | Georg Hettich     | 39 min 44 s 6  |
| 2e    | Autriche   | Felix Gottwald    | + 9 s 6        |
| 3e    | Norvège    | Magnus Moan       | + 16 s 2       |
| 4e    | Norvège    | Petter Tande      | + 16 s 3       |
| 5e    | Finlande   | Jaakko Tallus     | + 17 s 3       |
| 6e    | Allemagne  | Sebastian Haseney | + 51 s 1       |
| 7e    | Allemagne  | Björn Kircheisen  | + 1 min 10 s 5 |
| 8e    | États-Unis | Todd Lodwick      | + 1 min 12 s 0 |

### Patinage de vitesse – 5 000 m H
| Place | Nation     | Athlète        | Temps         |
| ----- | ---------- | -------------- | ------------- |
| 1er   | États-Unis | Chad Hedrick   | 6 min 14 s 68 |
| 2e    | Pays-Bas   | Sven Kramer    | +1 s 72       |
| 3e    | Italie     | Enrico Fabris  | + 3 s 57      |
| 4e    | Pays-Bas   | Carl Verheijen | + 4 s 16      |
| 5e    | Canada     | Arne Dankers   | + 6 s 58      |
| 6e    | Pays-Bas   | Bob de Jong    | + 7 s 44      |
| 7e    | États-Unis | Shani Davis    | + 8 s 40      |
| 8e    | Norvège    | Oystein Grodum | + 9 s 53      |

### Ski acrobatique - Bosses F
| Place | Nation             | Athlète          | Note  |
| ----- | ------------------ | ---------------- | ----- |
| 1er   | Canada             | Jennifer Heil    | 26,50 |
| 2e    | Norvège            | Kari Traa        | 25,65 |
| 3e    | France             | Sandra Laoura    | 25,37 |
| 4e    | Suède              | Sara Kjellin     | 24,74 |
| 5e    | Japon              | Aiko Uemura      | 24,01 |
| 6e    | République tchèque | Nikola Sudova    | 23,58 |
| 7e    | Canada             | Kristi Richards  | 23,30 |
| 8e    | Canada             | Audrey Robichaud | 23,10 |

## Médailles du jour
| Rang | Nations    | Médaille d'or, Jeux olympiques | Médaille d'argent | Médaille de bronze | Total |
| ---- | ---------- | ------------------------------ | ----------------- | ------------------ | ----- |
| 1er  | Allemagne  | 2                              | 0                 | 0                  | 2     |
| 2e   | Canada     | 1                              | 0                 | 0                  | 1     |
| -    | États-Unis | 1                              | 0                 | 0                  | 1     |
| 4e   | Norvège    | 0                              | 2                 | 2                  | 4     |
| 5e   | Autriche   | 0                              | 1                 | 0                  | 1     |
| -    | Pays-Bas   | 0                              | 1                 | 0                  | 1     |
| 7e   | France     | 0                              | 0                 | 1                  | 1     |
| -    | Italie     | 0                              | 0                 | 1                  | 1     |